# Люпчиця
Люпчиця (словац. Ľupčica) — річка в Словаччині; права притока Грону довжиною 11.9 км. Протікає в окрузі Банська Бистриця.
Витікає в масиві Старогорські-Врхи на висоті 930 метрів. Протікає територією сіл Балаже; Прєход і Словенска Люпча.
Впадає у Грон на висоті 368.5 метра.